# Pruchnik
Pruchnik (dříve také Próchnik) je město v jihovýchodním Polsku v okrese Jarosław v Podkarpatském vojvodství. Je sídlem stejnojmenné městsko-vesnické gminy. Historicky náleží k Přemyšlské zemi. Žije zde přibližně 3 600 obyvatel.
Město je známo především řadou krásných dřevěných domů s podloubím ze 19. století, soustředěných okolo náměstí. Dochovalo se jich 40, nejstarší z nich pochází ze století osmnáctého. Město, vzdálené od hlavních dopravních tras a železnice, si zachovalo mnoho typických znaků haličských městeček devatenáctého století.

## Poloha
Pruchnik leží v jižním cípu jarosławského okresu na řece Mleczka, přítoku řeky Jodłówka, přibližně 17 kilometrů jihozápadně od města Jarosław a asi 39 km východně od hlavního města vojvodství Řešova, na trase z Řešova do města Přemyšl.
Okolní krajina je typicky zemědělská, s řídce zalesněným a mírně kopcovitým terénem, směrem na jih se mírně zvedá až k zalesněným vrchům dynówského podhůří.

## Historie
První písemná zmínka o obci pochází z roku 1299. V roce 1340 připadla celá oblast Červené Rusi Polské království. Obec, společně s nedalekým hradem patřila šlechtickému rodu Pruchnických, po němž nese své jméno a s nímž je jeho historie spojena. V roce 1370 obdržel Pruchnik městská práva, v téže době, kdy patřila celá oblast Ruskému vojvodství, zde Pruchničtí založili římskokatolickou farnost.
V roce 1498 bylo město vypáleno při valašském nájezdu a v roce 1524 se jej snažila dobýt jedna z jednotek Krymských Tatarů, ta však byla v bitvě odražena. Pruchnik zůstal malým městem, dvakrát vyhořel (1635, 1720). Celkově byl ale zničen v roce 1657, kdy byl do základu vypálen transylvánskými vojsky Jiřího Rákócziho v rámci švédské invaze. V 17. století zde žilo asi 600 obyvatel a působilo několik řemeslnických cechů.
V roce 1772 po prvním dělení Polska se město stalo součástí Habsburské monarchie a jako součást rakouské Haliče zůstalo až do listopadu 1918. V roce 1871 zde vypukla epidemie cholery. V roce 1888 zde žilo 740 římských katolíků, 188 ortodoxních katolíků a 188 Židů. Město zůstalo v soukromých rukou až do roku 1929, kdy zemřela jeho poslední majitelka, hraběnka Klementyna Szembekowa.
V roce 1935 pozbyl Pruchnik status města, který mu byl navrácen k 1. lednu 2011. V roce 1943 byli odsud a z okolí deportováni všichni Židé, přibližně asi 2000 osob. Někteří z nich byli umístěni do ghetta ve vsi Birca a odtud byli odvezeni do lesa u vsi Wolka Pełkiński, kde byli zastřeleni. Město od německých okupantů osvobodila Rudá armáda 27. července 1944.
Po administrativní reformě bylo město v letech 1975 až 1998 součástí přemyšlského vojvodství.

## Gmina
Městsko-vesnická gmina (gmina miejsko-wiejska) má rozlohu 78,26 km², žije zde 9536 obyvatel. Kromě města Pruchnik do ní patří následující obce se starostenstvími (Sołectwo):
- Hawłowice
- Jodłówka
- Jodłówka Parcelacja
- Kramarzówka
- Rozbórz Długi
- Rozbórz Okrągły
- Rzeplin
- Świebodna